# Susi Erdmann
Susi-Lisa Erdmann (* 29. Januar 1968 in Blankenburg, Kreis Wernigerode) ist eine deutsche ehemalige Rennrodlerin und Bobpilotin.

## Werdegang
Susi Erdmann begann als Neunjährige 1977 mit dem Rodeln und wechselte 1981 an die Kinder- und Jugendsportschule, das heutige Sportgymnasium Oberhof, das sie 1987 mit dem Abitur abschloss. 1988 wurde sie Sportsoldatin bei der NVA und begann ein Fernstudium der Bibliothekswissenschaften an der Universität Leipzig. Nach ihrer Entlassung aus der NVA 1990, im Rang eines Oberfeldwebels, arbeitete sie bis 1992 als Zivilangestellte bei der Bundeswehr, da die Bundeswehr noch keine weiblichen Soldaten einstellte. Dies änderte sich 1992, sie wurde Sanitätssoldatin und in die Sportfördergruppe der Bundeswehr in Berchtesgaden aufgenommen. 1997 wurde Erdmann die erste Sport-Berufssoldatin in der Bundeswehr. Am 5. November 2007 gab sie ihren Rücktritt vom aktiven Sport bekannt. Sie war als Karriereberatungsfeldwebel mit dem Dienstgrad Stabsfeldwebel beim Karrierecenter der Bundeswehr in München eingesetzt und war als Sportfeldwebel an der Sanitätsakademie der Bundeswehr tätig. 2023 verließ sie die Bundeswehr. Sie ist Botschafterin für kids to life.

## Erfolge

### Rodeln
Bei ihrer ersten WM-Teilnahme in Winterberg, noch für die DDR startend, errang Susi Erdmann 1989 ihren ersten Weltmeistertitel im Rodeln. Insgesamt wurde sie dreifache Einzelweltmeisterin (1989, 1991 und 1997), vierfache Europameisterin (1990, 1992, 1996 und 1998) und zweifache Gesamtweltcupsiegerin (1991 und 1992). Mit der Mannschaft errang sie viermal den Weltmeistertitel (1990, 1992, 1993 und 1995). Bei den Olympischen Spielen gewann sie 1992 in Albertville die Bronzemedaille und 1994 in Lillehammer die Silbermedaille.

### Weltcupsiege
Einsitzer
| Nr. | Datum         | Ort        | Bahn                                 |
| --- | ------------- | ---------- | ------------------------------------ |
| 1.  | 9. Jan. 1988  | Altenberg  | Rennschlitten- und Bobbahn Altenberg |
| 2.  | 19. Jan. 1991 | Winterberg | Bobbahn Winterberg                   |
| 3.  | 8. Feb. 1991  | St. Moritz | Olympia Bob Run St. Moritz–Celerina  |
| 4.  | 16. Nov. 1991 | Altenberg  | Rennschlitten- und Bobbahn Altenberg |

### Bobsport
Als nach ihrem dritten WM-Titel die Einzelerfolge ausblieben, wechselte Erdmann 2000 in den Zweierbob. 2001 gewann sie auf Anhieb den Deutschen Meistertitel und wurde sowohl bei der WM als auch im Gesamtweltcup Dritte. 2002 gewann sie in Salt Lake City die olympische Bronzemedaille und den Gesamtweltcup.
Für den Gewinn dieser Bronzemedaille erhielt sie am 6. Mai 2002 das Silberne Lorbeerblatt.
2003 wurde Susi Erdmann auch mit dem Bob Weltmeisterin. Mit der Titelverteidigung 2004 errang sie ihren insgesamt fünften Weltmeistertitel.

### Weltcupsiege
Zweierbob Damen
| Nr. | Datum         | Ort            | Bahn                                              |
| --- | ------------- | -------------- | ------------------------------------------------- |
| 1.  | 19. Nov. 2001 | Königssee      | Kombinierte Kunsteisbahn am Königssee             |
| 2.  | 15. Dez. 2001 | Calgary        | Bob- und Rennschlittenbahn im Canada Olympic Park |
| 3.  | 16. Dez. 2001 | Calgary        | Bob- und Rennschlittenbahn im Canada Olympic Park |
| 4.  | 18. Jan. 2003 | Innsbruck-Igls | Olympia Eiskanal Igls                             |
| 5.  | 19. Jan. 2003 | Innsbruck-Igls | Kunsteisbahn Bob-Rodel Igls                       |
| 6.  | 7. Dez. 2003  | Lake Placid    | Olympia-Bobbahn Lake Placid                       |
| 7.  | 9. Jan. 2006  | Königssee      | Kunsteisbahn Königssee                            |

### Fun-Sport
Am 11. März 2006 wurde sie mit dem Fisherman’s-Friend-Team Wok-Weltmeisterin im Vierer-Wok. 2008 konnte sie diesen Erfolg mit dem Frosta-Team wiederholen.

## Sonstiges
2004 stand Susi Erdmann für den Playboy (Ausgabe Februar 2004) Modell, die Gage verteilte sie an ihr Team. 1998 heiratete sie ihren damaligen Freund, 2009 heiratete sie Gerhard Plankensteiner, von dem sie sich 2010 wieder trennte.